# Albert Cuyp
Albert, Aelbert ou Aelbrecht Jacobsz. Cuyp (Dordrecht, 20 octobre 1620 – id., enterré le 15 novembre 1691), est un peintre de paysages, de marines, d'animaux, de natures mortes et un portraitiste néerlandais (Provinces-Unies) du siècle d'or, issu d’une illustre lignée d’artistes actifs à Dordrecht.

## Biographie

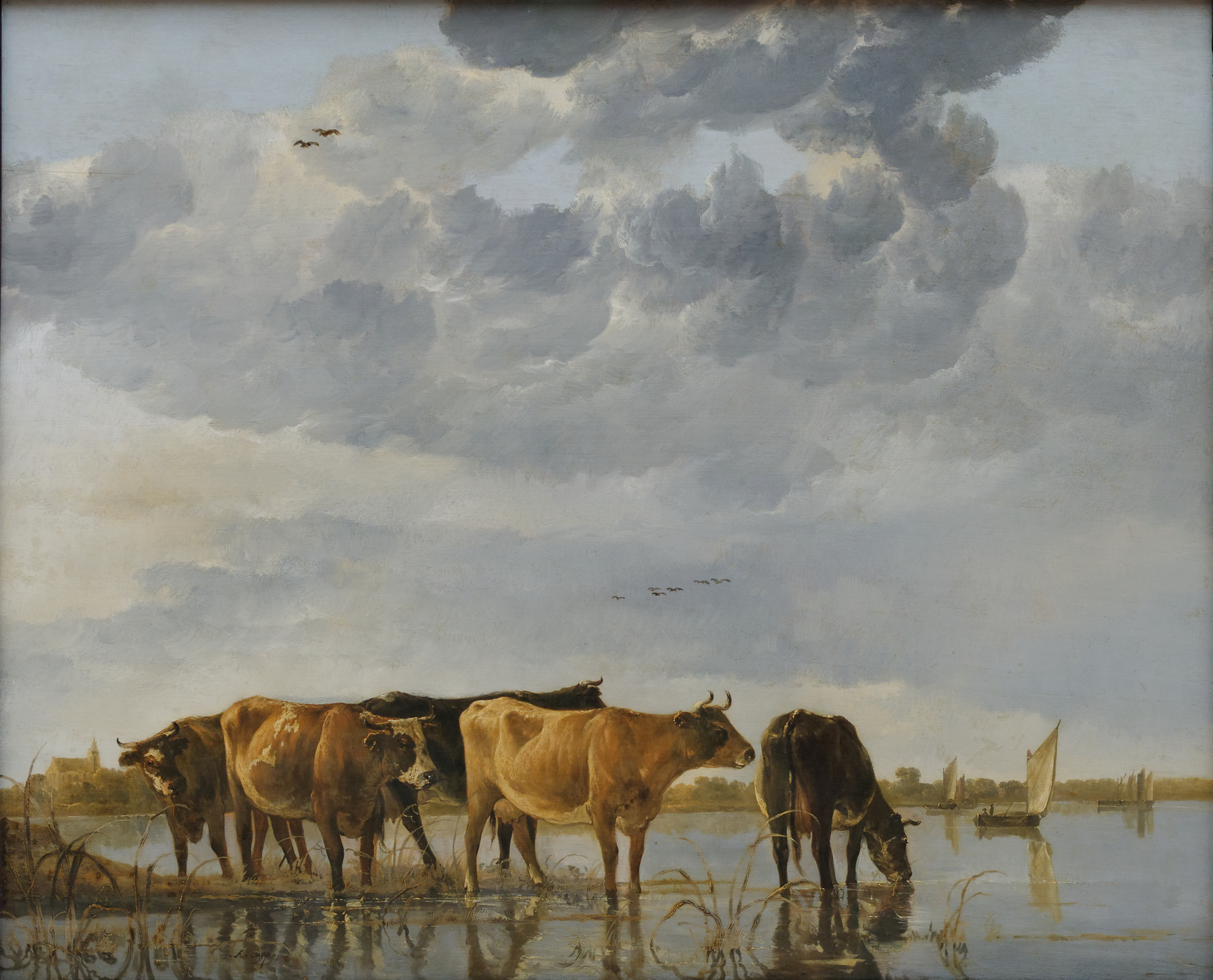
Bétail dans la rivière (vers 1650). Musée des beaux-arts de Budapest.

Albert Cuyp est né à Dordrecht le 20 octobre 1620. Il est l'unique enfant de Jacob Gerritz. Cuyp (1594-1652) un peintre d'histoire et un portraitiste, en compagnie de qui il apprend son art et dont il devient le plus proche collaborateur. Son oncle, Benjamin Gerritsz Cuyp (1612-1652) est peintre lui-aussi. Par la suite, Albert Cuyp exerce pour vivre le métier de brasseur, et c'est plutôt par goût qu'il peint.
Ses premiers tableaux, il les réalise vers la fin des années 1630. En 1642, il visite une première fois le nord du pays, entre autres les villes de Rhenen, Arnhem, Amersfoort, Utrecht, Leyde et La Haye. Au cours d'un second voyage en 1651-1652, il retourne à Arnhem, et se rend à Nimègue, Elten, Emmerich, Clèves et Kalkar. Ces séjours marqueront son œuvre. Il réussit dans le paysage, dans les vues de routes avec des voyageurs – œuvres dans lesquelles des animaux sont souvent représentés –, de fleuves et de mers sillonnées par des navires.
En 1658, il épouse une femme issue de la bonne société, Cornelia Boschman qui, veuve de Johan Van den Corput, avait eu trois enfants de ce précédent mariage. À ce moment-là, Albert Cuyp a déjà derrière lui une imposante carrière de peintre. L’année suivante, le couple donne naissance à une fille.
Après 1660, il remplit différentes fonctions dans l’Église réformée, diacre, puis Ancien du Conseil de l’Église. Sa situation financière étant désormais assurée, sa production artistique devient de plus en plus rare.  Ses dernières œuvres connues datent de 1665, mais à cette période, cependant, il a toujours au moins un apprenti, soit Abraham soit Barent Van Calraet.
Albert Cuyp meurt en novembre 1691, quatre ans après sa femme. Il est enterré le 15 novembre dans l’Augustijnenkerk (« l'église des Augustins ») à Dordrecht.
Considéré en son temps comme un portraitiste, il est mieux connu de nos jours comme paysagiste animalier.

## Style pictural

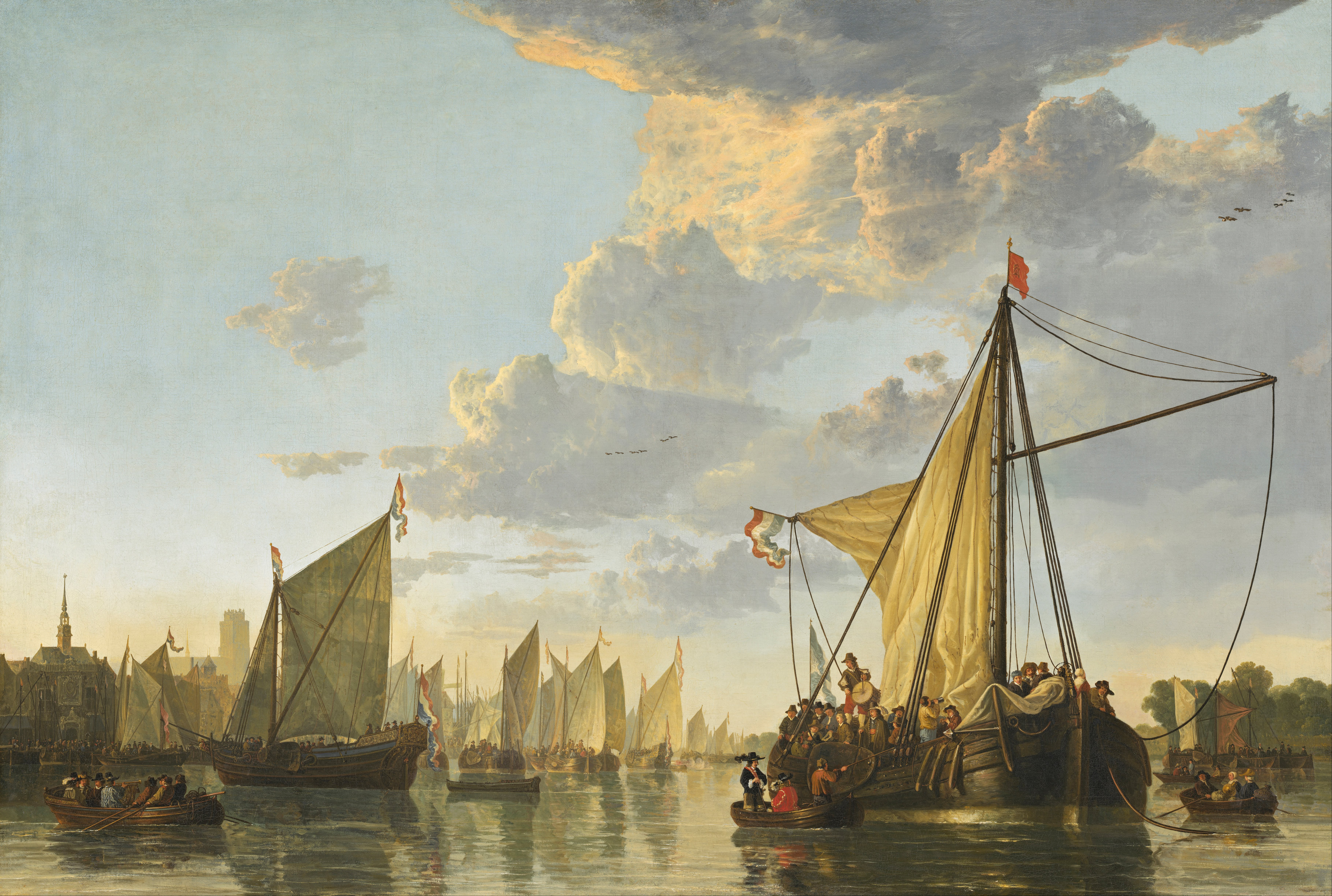
Le Port de Dordrecht, v.1660, huile sur toile, (National Gallery of Art, Washington).

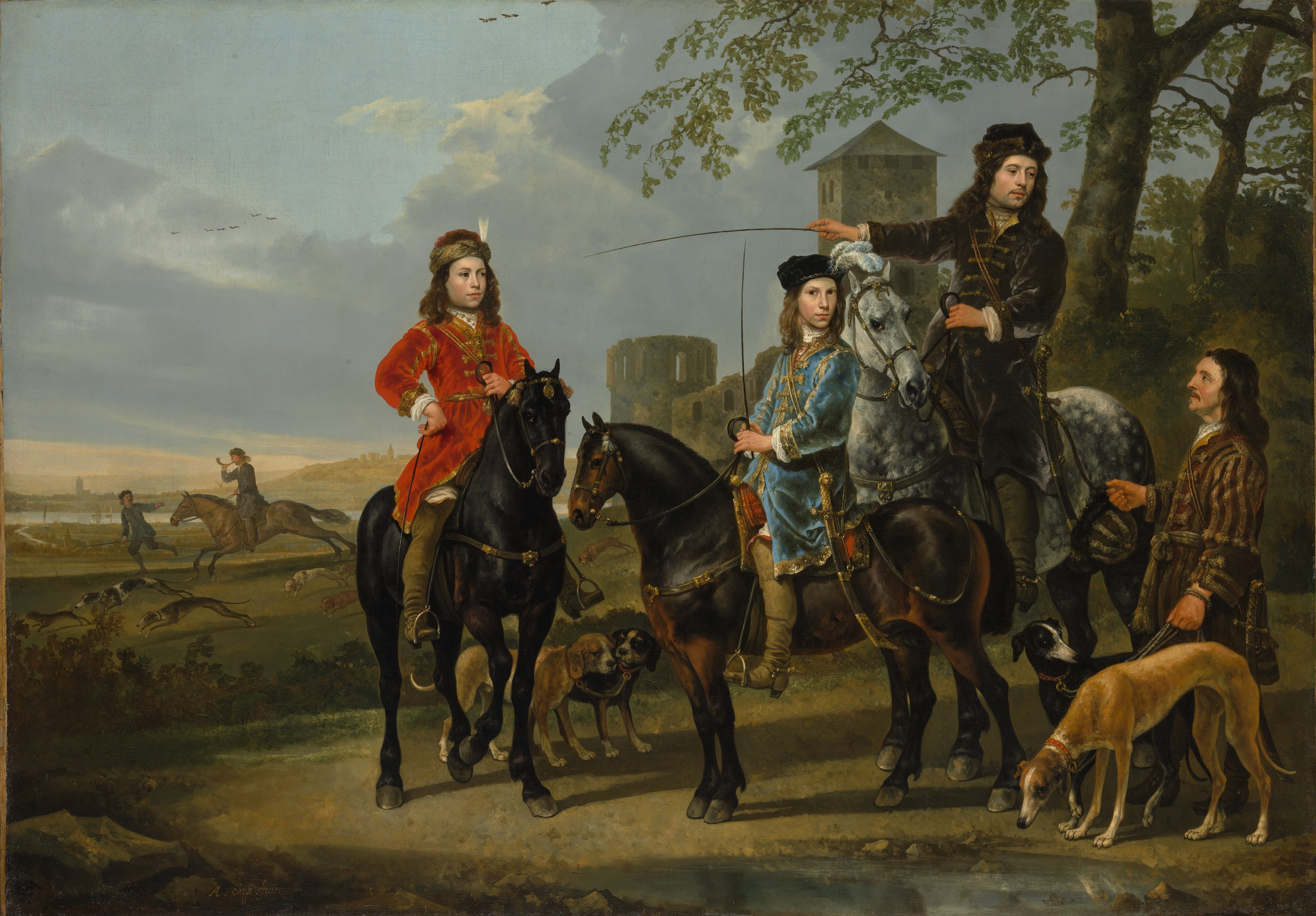
Portrait équestre de Cornelis, Michiel Pompe van Meerdervoort, avec leur tuteur et leur cocher, par Albert Cuyp. Réalisation en 1652-1653.

L'œuvre d'Albert Cuyp est particulièrement réputée pour le traitement de la lumière des paysages de Hollande, à l'aurore ou au crépuscule, mais également pour son sens de la composition. Ses paysages témoignent de l'influence de Salomon Van Ruisdael et de Jan van Goyen.
À partir des années 1640, il accorde une importance accrue aux phénomènes atmosphériques et aux effets d'éclairage, comme dans Pâturage, conservé au palais de Buckingham. Ses coloris chaleureux se rapprochent de Claude Lorrain.
Après 1650, Cuyp développa a un style personnel généreux. Il est connu pour avoir souvent représenté des personnages et des animaux richement colorés, et pour l’utilisation fréquente d’une palette abondante. 
Après 1660, il met davantage l'accent sur les contrastes de couleurs. Il s'inspire de la peinture italienne que lui ont fait découvrir Jan Both et son entourage. Ses paysages baignent dans une lumière méditerranéenne, bien qu’il ne se rendît jamais en Italie. 
Ses paysages rappellent également ceux de Nicolaes Berchem, qui était né quelques mois seulement après lui, tout en étant marqués par ses voyages dans les villes du nord. Ses vues fluviales dépouillées, dont sa Vue de Dordrecht  constitue un exemple parmi les plus connus, manifestent une virtuosité dans l’emploi des couleurs mates, que l’on associe avec les paysages hollandais.
Il se prendra aussi d’intérêt pour tout ce qui concerne la dynastie et la chevalerie. Cette dernière revêt chez lui une singulière importance : les personnages qu’il représente à dos de cheval sont couramment vêtus quasi à l’orientale, ou bien « à la polonaise », style qui était prisé par les couches supérieures de la population, et ils adoptent des attitudes telles qu’elles étaient enseignées dans les académies équestres en France.
La plupart des œuvres d’Albert Cuyp ne sont pas datées. De ce fait, le catalogue de ses œuvres a été difficile à établir, un certain nombre de peintures étant susceptibles d'être attribuées à d'autres maîtres paysagistes de son temps.
Son œuvre a eu un grand rayonnement, et a notamment influencé la peinture de paysage anglaise du XIXe siècle. On en trouve même des échos chez Turner.

## Cuyp par Marcel Proust

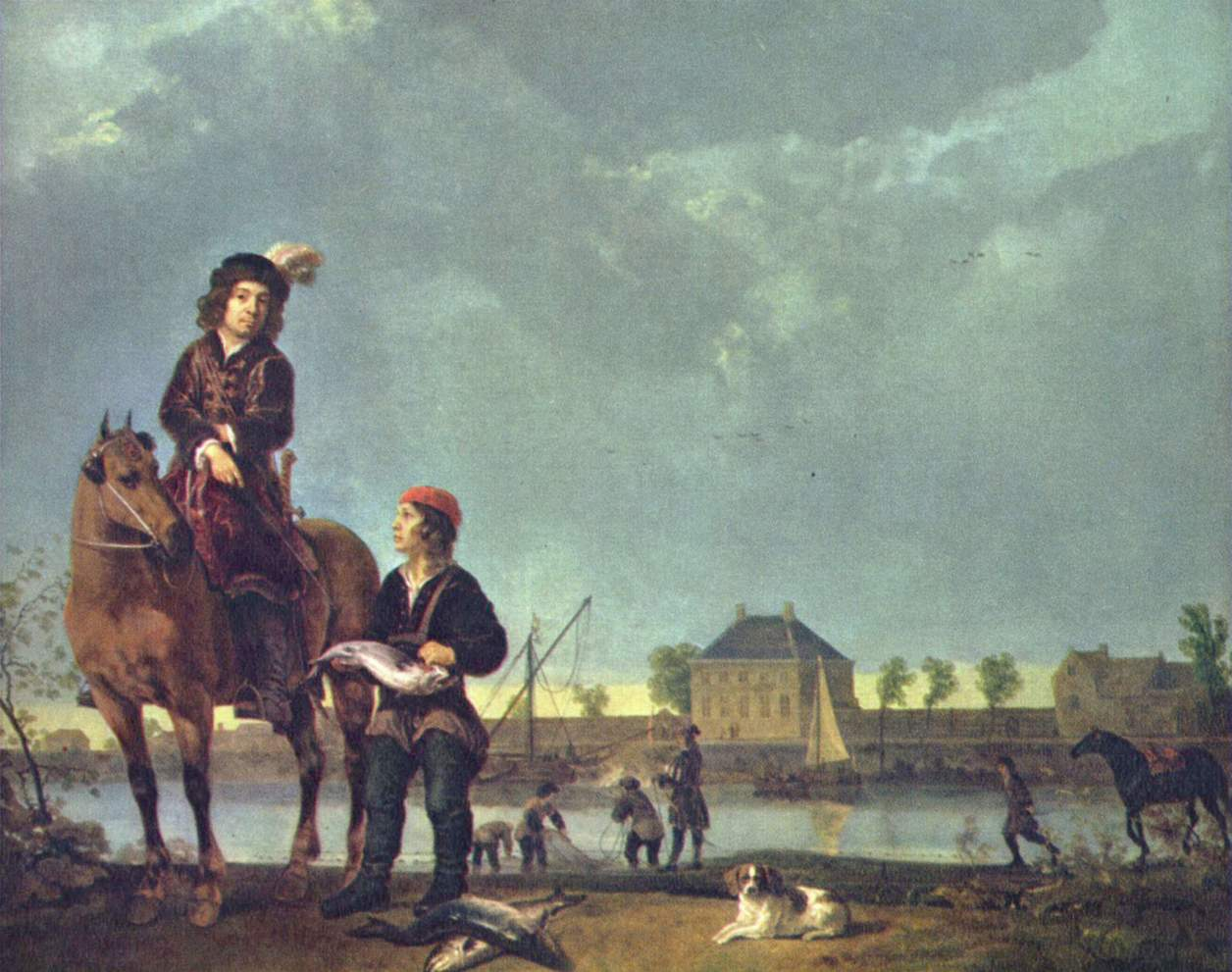
Pieter de Roovere, seigneur de Hardinxveld, v.1650, huile sur toile, 123,5 × 154 cm (Mauritshuis, La Haye).

Le romancier – et poète – Marcel Proust, dans Les Plaisirs et les Jours, paru en 1896, dédie quelques vers à Albert Cuyp :
« Cuyp, soleil déclinant dissous, dans l'air limpide

Qu'un vol de ramiers gris trouble comme de l'eau,

Moiteur d'or, nimbe au front d'un bœuf ou d'un bouleau,

Encens bleu des beaux jours fumant sur le coteau,

Ou marais de clarté stagnant dans le ciel vide.

Des cavaliers sont prêts, plume rose au chapeau,

Paume au côté ; l'air vif qui fait rose leur peau,

Enfle légèrement leurs fines boucles blondes,

Et, tentés par les champs ardents, les fraîches ondes,

Sans troubler par leur trot les bœufs dont le troupeau

Rêve dans un brouillard d'or pâle et de repos,

Ils partent respirer ces minutes profondes. »

## Œuvres
- Bateaux pris dans un orage (1640-1650), huile sur toile, 107 × 146 cm, Musée du Louvre, Paris[5]
- Bergers jouant de la flûte (1643-1644), huile sur toile, 90,8 × 119,4 cm, Metropolitan Museum of Art, New York[6]
- Bouvier avec des vaches (1645), huile sur toile, 101 × 145 cm, Fitzwilliam Museum, Cambridge[7]
- Orage sur Dordrecht (vers 1645), huile sur panneau, 77 × 107 cm, Fondation et Collection Emil G. Bührle, Zurich[8]
- Coucher du soleil après la pluie (1648-1652), huile sur panneau, 83,9 × 69,9 cm, Fitzwilliam Museum, Cambridge).
- Mer au clair de lune, v.1648, huile sur panneau, 77 × 107,5 cm, musée de l'Ermitage, Saint-Pétersbourg
- Coucher du soleil au-dessus du fleuve, années 1650, huile sur panneau, 78,5 × 53 cm, musée de l'Ermitage, Saint-Pétersbourg
- Vue de Dordrecht depuis le nord, (1650), huile sur toile, 58 × 193 cm, Collection Anthony de Rothschild, Ascott (en)
- Vaches sur une plage (1650), huile sur panneau, 40 × 55 cm, Musée Boymans-van Beuningen, Rotterdam[4]
- Dordrecht au soleil levant (vers 1650), huile sur toile, 102 × 161 cm, Frick Collection, New York[9]
- Paysage près de Rhene : Vaches au pâturage et berger jouant de la flûte (1650-1655), huile sur toile, 170 × 229 cm, Musée du Louvre, Paris[10]
- Le Bac (1652-1655), huile sur panneau, 72 × 90 cm, The Wallace Collection, Londres
- L'Avenue à Meedervoort (vers 1650), huile sur panneau, 70 × 99 cm, The Wallace Collection, Londres
- Paysage fluvial avec cavaliers (1653-1657), huile sur toile, 128 × 227 cm, Rijksmuseum, Amsterdam[11]
- Jeunes vachers avec leur bétail (1655–60), huile sur toile, 112 × 132 cm, Metropolitan Museum, New York[12]
- Paysage fluvial avec un cavalier et des paysans (1658-60), huile sur toile, 123 × 241 cm, National Gallery, Londres[13]
- Scène de rivière, huile sur chêne, 59 × 74 cm, Frick Collection, New York[14]
- Vaches dans un pâturage, Collection Bentinck-Thyssen[15]
- Conversion de saint Paul ou Le Chemin de Damas, huile sur toile, Musée de Picardie, Amiens[16]

## Musées

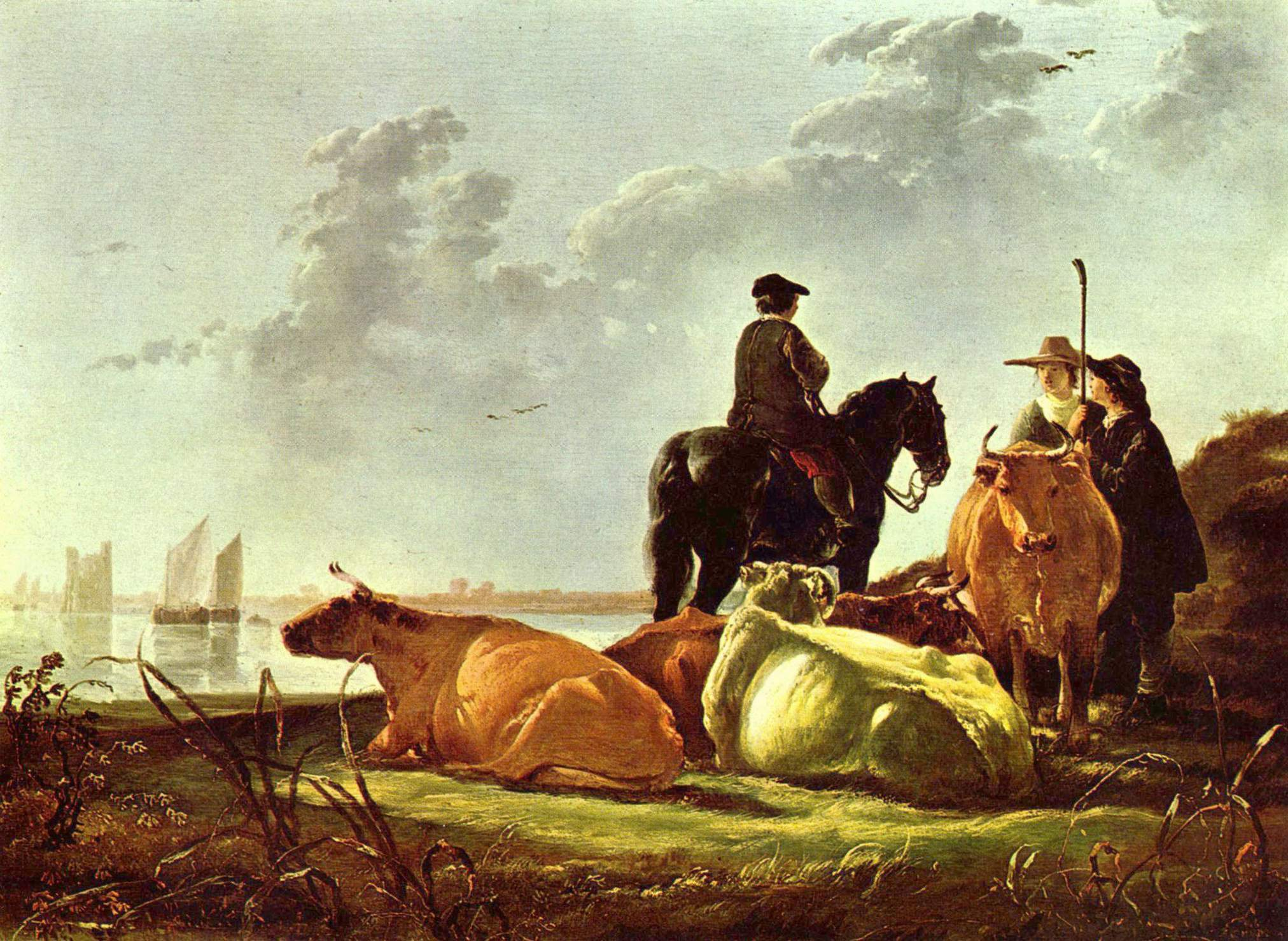
Paysans et bétail près de la Merwede, v.1658-1660, huile sur toile, 38 × 51 cm (National Gallery, Londres).

Aux Pays-Bas, on peut admirer certaines de ses œuvres au Rijksmuseum d’Amsterdam et au musée de Dordrecht. Aux XVIIIe et XIXe siècles, cependant, les tableaux de chevalerie furent très populaires auprès de l’aristocratie anglaise ; ainsi bon nombre de ses œuvres font-elles partie de collections britanniques.
Parmi les musées à travers le monde où Albert Cuyp est représenté, se trouvent : 
- Fitzwilliam Museum à Cambridge
- Detroit Institute of Arts dans le Michigan
- Musée des Beaux-Arts de San Francisco à San Francisco
- Musée de l'Ermitage à Saint-Pétersbourg [17]
- J. Paul Getty Museum à Los Angeles
- Musée du Louvre à Paris
- Metropolitan Museum of Art à New York
- Musée de Tessé au Mans

## Anecdotes
L’Albert Cuypmarkt est un marché qui se tient sur l’Albert Cuypstraat (la rue qui porte son nom) dans le Pijp, un quartier populaire d’Amsterdam.